# Piper J-4
El Piper J-4 Cub Coupe fue una versión de dos plazas lado a lado del Piper J-3 que fue construido entre 1938 y 1942 por la estadounidense Piper Aircraft. Fue el primer modelo de Piper con asientos lado a lado.

## Desarrollo

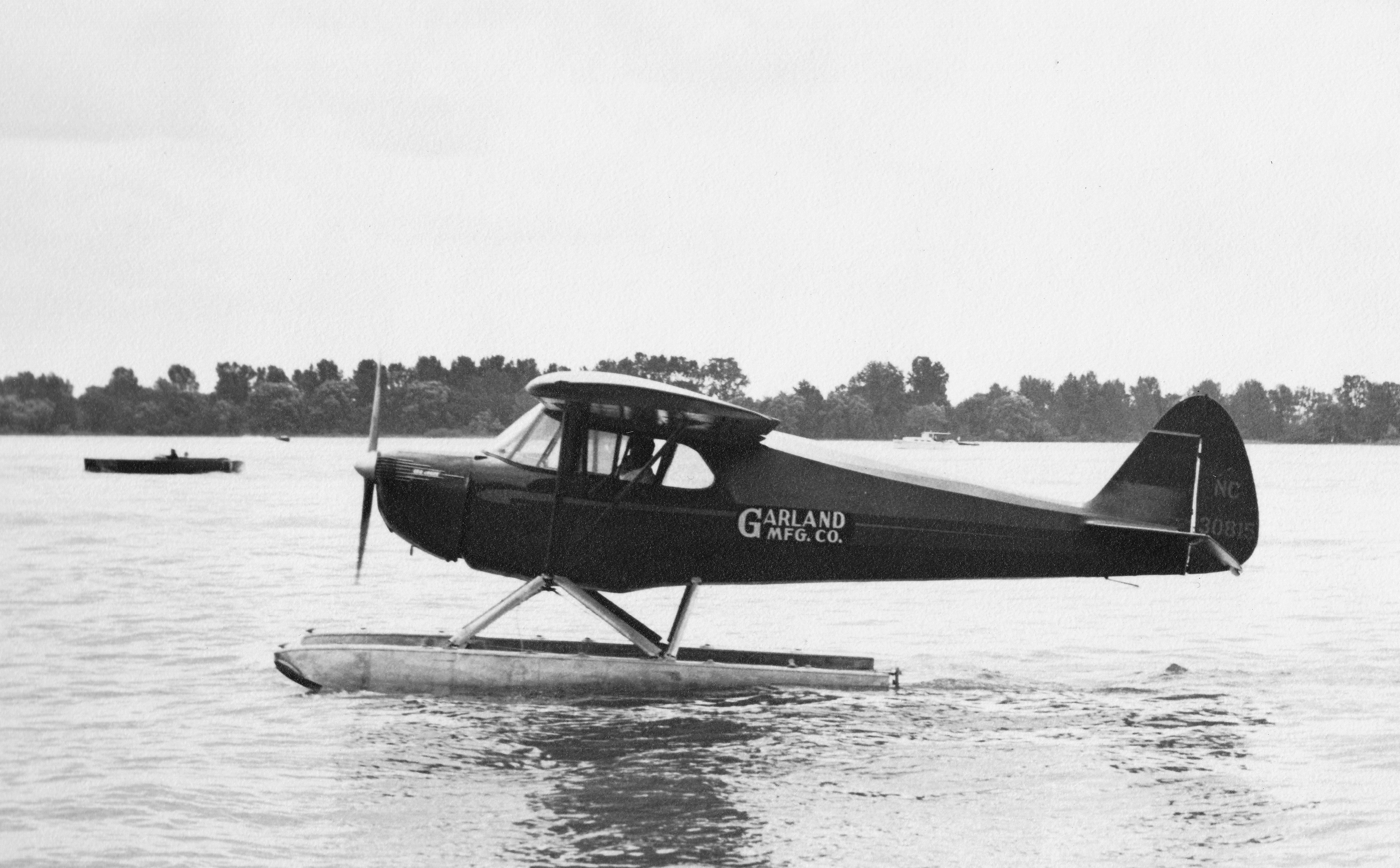
Piper J-4A Cub Seaplane (propiedad de la Garland Manufacturing Company) en el río Detroit en 1946.

El fuselaje del J-4 era más ancho que el del J-3 y el avión poseía una cubierta trasera completamente cerrada hasta la parte superior del fuselaje. Los primeros J-4 tenían un motor Continental A50 de 50 hp con puertos de escape orientados hacia arriba, capó abierto, tren de aterrizaje de muelles y aceite, un sistema de rueda trasera modificado y muchos otros cambios. Los primeros J-4 tenían una cómoda cabina, pero eran más lentos que la mayoría de los aviones lado a lado de la época.
El J-4A de 1940 obtuvo una capota completamente cerrada, un motor Continental A65 de 65 hp, y combustible auxiliar en popa. El J-4B estaba equipado con un motor Franklin 4AC-171 de 60 hp. La versión final fue el J-4E de 1941, que lucía un motor Continental de 75 hp e interior rediseñado. El depósito de combustible principal se trasladó al ala, junto con un depósito colector. Las prestaciones estaban ahora a la par de modelos contemporáneos similares, pero el ataque a Pearl Harbor selló su destino, ya que toda la fabricación de aviones civiles se detuvo con la entrada de Estados Unidos en la Segunda Guerra Mundial.
Algunos J-4 poseían otra característica única en la construcción de la cola: el estabilizador estaba hecho de tubos de acero inoxidable, remachados entre sí con escudetes.

## Variantes
J-4
Propulsado por un motor de pistón Continental A50-1 de 37 kW (50 hp).
J-4A
Propulsado por un motor Continental A65-1 u -8 de 48 kW (65 hp).
J-4B
Propulsado por un motor de pistón Franklin 4AC-171 de 45 kW (60 hp) o 4AC-176-B2 de 48 kW (65 hp).
J-4E
Propulsado por un motor de pistón Continental A75-9 de 56 kW (75 hp).
J-4F
Propulsado por un motor de pistón Avco Lycoming O-145-A1, -A2 de 41 kW (55 hp) u O-145-B1 de 48 kW (65 hp).

## Especificaciones (J-4A)
Referencia datos: Simpson, 2001, p. 430.

### Características generales
- Tripulación: Uno (piloto)
- Capacidad: Un pasajero
- Longitud: 6,9 m (22,5 ft)
- Envergadura: 11 m (36,2 ft)
- Altura: 2,1 m (6,8 ft)
- Peso cargado: 589 kg (1298,2 lb)
- Planta motriz: 1× motor bóxer de 4 cilindros refrigerado por aire Continental A65-1.
  - Potencia: 48 kW (66 HP; 65 CV)
- Hélices: Bipala de madera de paso fijo

### Rendimiento
- Velocidad máxima operativa (Vno): 161 km/h (100 MPH; 87 kt)
- Velocidad crucero (Vc): 148,1 km/h (92 MPH; 80 kt)
- Alcance: 579 km (313 nmi; 360 mi)
- Techo de vuelo: 4572 m (15 000 ft)
- Régimen de ascenso: 3 m/s (598 ft/min)

## Aeronaves relacionadas

### Desarrollos relacionados
- Piper J-3 Cub

### Aeronaves similares
- Aeronca 50 Chief
- Cessna 120 and 140
- ERCO Ercoupe
- Luscombe 8
- Taylorcraft B

### Secuencias de designación
- Secuencia Alfanumérica (interna de Piper): F-2 - J-2 - J-3 - J-4 - J-5 - P-1 - P-2 →